# 6644 Jugaku
6644 Jugaku (1991 AA) là một tiểu hành tinh nằm phía ngoài của vành đai chính được phát hiện ngày 5 tháng 1 năm 1991 bởi A. Takahashi ở Kitami.